# Kučerov
Kučerov település Csehországban, Vyškovi járásban. Kučerov Bohdalice-Pavlovice, Vážany, Prusy-Boškůvky, Bohaté Málkovice, Hlubočany, Lysovice, Letonice és Kozlany településekkel határos. Lakosainak száma 498 fő (2024. január 1.).

## Népesség
A település lakosságának változását az alábbi diagram mutatja:
| Lakosok száma | 603  | 644  | 736  | 626  | 501  | 487  | 495  | 498  | 496  | 498  |
|               | 1869 | 1890 | 1921 | 1950 | 1980 | 2001 | 2017 | 2019 | 2022 | 2024 |